# Cobra se întoarce
Cobra se întoarce (titlul original: în japoneză 撃たれる前に撃て, transliterat: Utareru mae-ni ute!) este un film de acțiune ajaponez, realizat în 1976 de regizorul Umetsugu Inoue, protagoniști fiind actorii Jirô Tamiya, Tadao Nakamaru, Yôko Yamamoto, Kumi Taguchi. 

## Distribuție
- Jirô Tamiya – Cobra Kumera
- Tadao Nakamaru – procurorul Akagi
- Yôko Yamamoto – Miyoko Akagi
- Kumi Taguchi – Nanshi Oka
- Keiko Matsuzaka – Kudo Yuri
- Janet Hatta – Lee Pui
- Yoko Isono – Kawase
- Isao Tamagawa – inspectorul Tomoda
- Tôru Abe – Goda Buichi
- Eiji Okada – președintele Kudo
- Nobuo Kaneko – președintele Tajima
- Kuniyasu Atsumi – directorul Takayama
- Keizô Kani'e – Sone Genzo
- Ryôhei Uchida – Joyama Katsuo
- Hachiro Azuma – Yamamoto
- Asao Koike – Kinugasa, un reporter
- Yukio Someno – Kong Lung
- Yuri Hidaka – Kong Ling
- Tae Misugi – Madam Reiko
- Megumi Hama – Maya
- Jun Kajima – Matsuda Shinichi
- Ryô Hayami – Matsuda Kensaku